# 拉伊莫·苏马宁
拉伊莫·苏马宁（芬蘭語：Raimo Summanen，1962年3月2日—），芬兰男子冰球运动员。他曾代表芬兰参加1984年和1992年冬季奥林匹克运动会冰球比赛，分别获得第六名和第七名。